# 南京浩劫 (电影)
《南京浩劫》（Purple Mountain 紫金山）为中美合拍的一部反映南京大屠杀的电影。由西蒙·韦斯特导演，投资四亿元人民币。影片于2007年7月31日开机，并于2008年上映。